# DDR-Leichtathletik-Meisterschaften 1990
Die DDR-Leichtathletik-Meisterschaften wurden 1990 zum 41. und letzten Mal ausgetragen und fanden vom 17. bis 19. August 1990 zum siebenten Mal im Dresdener Heinz-Steyer-Stadion statt, bei denen in 30 Disziplinen (17 Männer/13 Frauen) die Meister ermittelt wurden.
Durch die politische Wende in der DDR, folgten tiefgreifende Veränderungen in Politik und Wirtschaft. Auswirkungen waren unter anderem die Umbenennung oder Neugründung vieler Sportclubs während der Leichtathletiksaison. Aufgrund der nun besseren Vermarktung, gaben auch bereits verabschiedete Athleten vergangener Jahre wie Hartwig Gauder oder Udo Beyer ihr Comeback. Die sonst so gut besuchten und stimmungsvollen Meisterschaften, liefen diesmal vor fast leeren Rängen ab. Dies lag auch daran, dass die Meisterschaften zeitlich am Freitag mit dem ISTAF in West-Berlin und am Sonntag mit dem Grand-Prix-Meeting in Köln kollidierten. Einige Athleten starteten bei allen drei Veranstaltungen oder zogen Starts bei den lukrativen Sportfesten vor.
Bei den Männern gelang es fünf Athleten (Herold (1500 m), Pohland (100 m Hürden), Langhammer (Stab), Timmermann (Kugel) und Schult (Diskus)) ihren Titel aus dem Vorjahr zu verteidigen, was bei den Frauen sieben Athletinnen (Breuer (400 m), Wodars (800 m), Kießling (1500 m), Ullrich (3000 m), Balck (Hoch), Hartwig (Kugel) und Wyludda (Diskus)) gelang. Bei Jürgen Schult waren es der Achte, bei Uwe Langhammer der Fünfte, bei Kathrin Ullrich sowie Jens-Peter Herold der Vierte, bei Holger Pohland und Ulf Timmermann der dritte Titel in Folge.
Magerer Auftakt der Titelkämpfe am Freitag, wo Kerstin Behrendt im 100-Meter-Lauf für die beste Leistung sorgte. Einen Tag später begeisterte dann das Kugelstoßduell zwischen Ulf Timmermann und Oliver-Sven Buder, die 7,12 m von Heike Drechsler im Weitsprung sowie der Wettkampf der Frauen im Diskuskäfig mit der Siegerin Ilke Wyludda. Am Sonntag glänzten Jens-Peter Herold im 1500-Meter-Lauf und Gloria Siebert über 100 Meter Hürden. Weiterhin gab es spannende Zweikämpfe im 400-Meter-Lauf zwischen Jens Carlowitz und Thomas Schönlebe sowie über 800 Meter zwischen Sigrun Wodars und Christine Wachtel. Die sportlich besten Ergebnisse wurden jedoch im Rahmenprogramm durch die Geher Beate Anders und Axel Noack mit Weltklasseleistungen erzielt.
Wie üblich wurden aus zeitlichen oder organisatorischen Gründen verschiedene Wettbewerbe aus dem Programm der in Dresden stattfindenden Hauptveranstaltung ausgelagert und an andere Orte zu anderen Terminen vergeben. In diesem Jahr waren dies die 10.000-Meter-Läufe, die Straßenläufe, die Marathonläufe, die Staffeln über 4-mal 100 Meter und 4-mal 400 Meter, bei den Frauen das 10-km-Gehen, bei den Männern das 20-km-Gehen und 50-km-Gehen, der Siebenkampf (Frauen) sowie der Zehnkampf (Männer) und wie jedes Jahr die Crossläufe.
Dabei verteidigte Kathrin Ullrich ihren Titel im Crosslauf auf der Langstrecke und triumphierte im 10.000-Meter-Lauf zum vierten Mal in Folge. Dieses Kunststück gelang auch Beate Anders im 10-km-Gehen.
Die erfolgreichsten Athleten der Meisterschaften waren mit insgesamt drei Goldmedaillen bei den Frauen Kathrin Ullrich und bei den Männern Jens Carlowitz. Mit insgesamt 7 Gold-, 6 Silber- und 5 Bronzemedaillen stellte der 1. SC Berlin die erfolgreichste Mannschaft der Meisterschaften.

## Hauptveranstaltung

### Männer

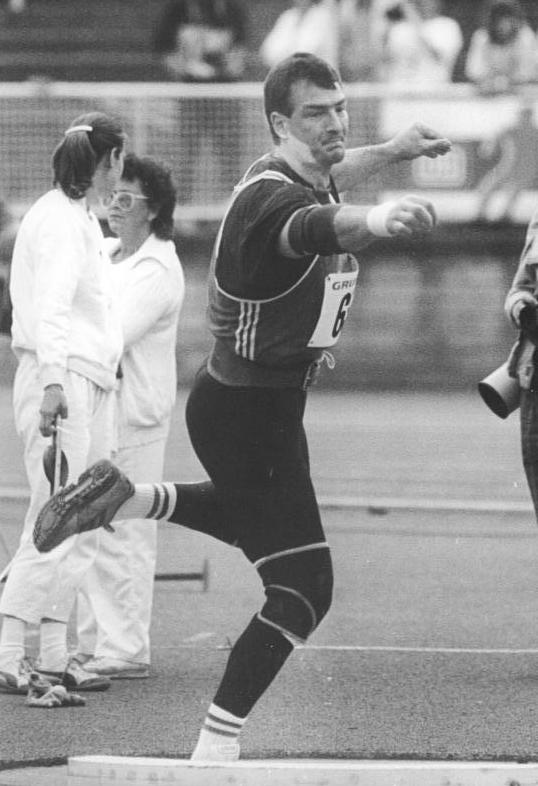
Mit 21,08 m sicherte sich der Kugelstoßer Ulf Timmermann seinen dritten Titel in Folge.

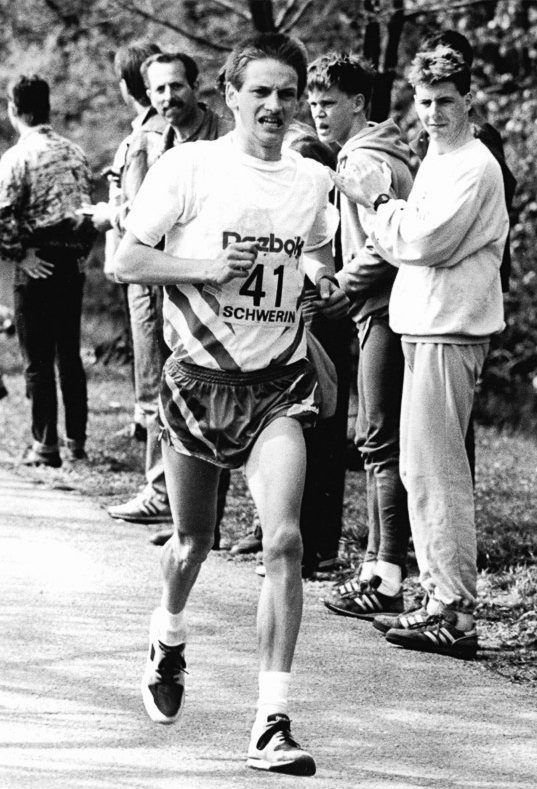
Michael Heilmann von der BSG Motor Teltow sicherte sich den Titel im 20-km-Straßenlauf.

| Disziplin                           | Gold                                   | Gold         | Silber                            | Silber       | Bronze                              | Bronze       |
| 0100 m (Wind: +1,6 m/s)             | Steffen Görmer SV Halle                | 10,33 s      | Torsten Heimrath Schweriner SC    | 10,42 s      | Steffen Bringmann 1. SC Berlin      | 10,42 s      |
| 0200 m (Wind: ±0,0 m/s)             | Torsten Heimrath Schweriner SC         | 20,78 s      | Sven Löchle TSC Berlin            | 21,17 s      | Steffen Schwabe SC DHfK Leipzig     | 21,47 s      |
| 0400 m                              | Jens Carlowitz SC Chemnitz             | 45,60 s      | Thomas Schönlebe SC Chemnitz      | 45,74 s      | Rico Lieder SC Chemnitz             | 46,53 s      |
| 0800 m                              | Ralph Schumann Schweriner SC           | 1:48,78 min  | John-Henry May TSC Berlin         | 1:49,02 min  | Mark Eplinius ASK Vorwärts Potsdam  | 1:49,52 min  |
| 1500 m                              | Jens-Peter Herold ASK Vorwärts Potsdam | 3:38,60 min  | Hauke Fuhlbrügge TSV Erfurt       | 3:39,56 min  | Mario Neumann ASK Vorwärts Potsdam  | 3:41,49 min  |
| 5000 m                              | Carsten Eich SC DHfK Leipzig           | 13:42,27 min | Jens Karraß SC Cottbus            | 13:52,07 min | Stephan Freigang SC Cottbus         | 13:52,23 min |
| 110 m Hürden (Wind: -0,9 m/s)       | Holger Pohland SC DHfK Leipzig         | 13,99 s      | Mike Fenner TSC Berlin            | 14,12 s      | Marcus Hohnke TSC Berlin            | 14,36 s      |
| 400 m Hürden                        | Daniel Blochwitz TSV Erfurt            | 51,79 s      | Hans-Jürgen Ende SC Magdeburg     | 51,99 s      | Michael Gerlach TSV Erfurt          | 52,32 s      |
| 3000 m Hindernis                    | Uwe Pflügner TSV Erfurt                | 8:29,99 min  | Torsten Herwig 1. SC Berlin       | 8:43,88 min  | Maik Fraustein SV Halle             | 9:02,47 min  |
| Rahmenwettbewerb 20.000 m Bahngehen | Axel Noack TSC Berlin                  | 1:22:26,10 h | Hartwig Gauder TSV Erfurt         | 1:22:47,47 h | Ralf Weise TSV Erfurt               | 1:23:19,43 h |
| Hochsprung                          | Uwe Bellmann SC Chemnitz               | 2,18 m       | Peter Zimmermann SV Halle         | 2,18 m       | Andreas Tober Dresdner SC           | 2,10 m       |
| Stabhochsprung                      | Uwe Langhammer SC Motor Jena           | 5,40 m       | Stefan Diebler SC Motor Jena      | 5,30 m       | Enrico Mann SC Cottbus              | 5,20 m       |
| Weitsprung                          | André Müller SC Empor Rostock          | 8,11 m       | Jens Hirschberg SC Magdeburg      | 7,97 m       | Carsten Embach ASK Vorwärts Potsdam | 7,59 m       |
| Dreisprung                          | Jörg Frieß 1. SC Berlin                | 16,93 m      | Dirk Gamlin Schweriner SC         | 16,51 m      | Volker Mai SC Neubrandenburg        | 16,50 m      |
| Kugelstoßen                         | Ulf Timmermann TSC Berlin              | 21,08 m      | Oliver-Sven Buder SC Chemnitz     | 21,06 m      | Udo Beyer ASK Vorwärts Potsdam      | 20,10 m      |
| Diskuswurf                          | Jürgen Schult Schweriner SC            | 65,70 m      | Lars Riedel SC Chemnitz           | 64,86 m      | Rüdiger Pudenz SV Halle             | 60,00 m      |
| Hammerwurf                          | Gunther Rodehau Dresdner SC            | 77,95 m      | Ralf Haber SC Chemnitz            | 76,92 m      | Jörn Hübner SC Cottbus              | 71,58 m      |
| Speerwurf                           | Raymond Hecht SC Magdeburg             | 80,80 m      | Jens Reimann ASK Vorwärts Potsdam | 79,78 m      | Gerald Weiß Schweriner SC           | 77,60 m      |

### Frauen

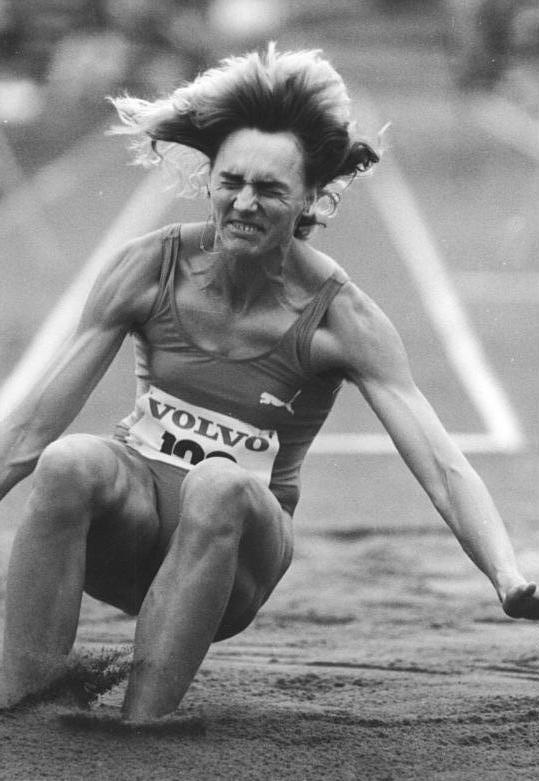
Im Weitsprung siegte Heike Drechsler mit 7,12 m.

| Disziplin                         | Gold                             | Gold         | Silber                                | Silber       | Bronze                           | Bronze       |
| 0100 m (Wind: +0,8 m/s)           | Kerstin Behrendt SC DHfK Leipzig | 11,17 s      | Silke Möller SC Empor Rostock         | 11,22 s      | Sabine Günther SC Motor Jena     | 11,26 s      |
| 0200 m (Wind: -0,1 m/s)           | Katrin Krabbe SC Neubrandenburg  | 22,35 s      | Sabine Günther SC Motor Jena          | 22,80 s      | Silke Möller SC Empor Rostock    | 22,94 s      |
| 0400 m                            | Grit Breuer SC Neubrandenburg    | 50,68 s      | Petra Schersing SV Halle              | 50,91 s      | Annett Hesselbarth SV Halle      | 51,32 s      |
| 0800 m                            | Sigrun Wodars SC Neubrandenburg  | 1:59,99 min  | Christine Wachtel SC Neubrandenburg   | 2:00,04 min  | Birte Bruhns SC Empor Rostock    | 2:00,81 min  |
| 1500 m                            | Ellen Kießling Dresdner SC       | 4:07,93 min  | Birgit Barth 1. SC Berlin             | 4:09,69 min  | Sabine Leist Schweriner SC       | 4:15,23 min  |
| 3000 m                            | Kathrin Ullrich 1. SC Berlin     | 9:00,37 min  | Birgit Jerschabek Schweriner SC       | 9:17,59 min  | Sabine Leist Schweriner SC       | 9:24,09 min  |
| 100 m Hürden (Wind: +0,8 m/s)     | Gloria Siebert SC Cottbus        | 12,73 s      | Cornelia Oschkenat 1. SC Berlin       | 12,93 s      | Kristin Patzwahl SC DHfK Leipzig | 13,08 s      |
| 400 m Hürden                      | Heike Meißner Dresdner SC        | 57,06 s      | Antje Axmann TSV Erfurt               | 58,37 s      | Berit Junker TSV Erfurt          | 1:01,08 min  |
| Rahmenwettbewerb 5000 m Bahngehen | Beate Anders TSC Berlin          | 20:46,91 min | Kathrin Born ASK Vorwärts Potsdam     | 22:29,99 min | Sandy Leddin TSV Erfurt          | 22:43,05 min |
| Hochsprung                        | Heike Balck Schweriner SC        | 1,95 m       | Kerstin Schlawitz Dresdner SC         | 1,80 m       | Britta Vörös SC Motor Jena       | 1,80 m       |
| Weitsprung                        | Heike Drechsler SC Motor Jena    | 7,12 m       | Helga Radtke SC Empor Rostock         | 6,84 m       | Anke Behmer SC Neubrandenburg    | 6,54 m       |
| Kugelstoßen                       | Heike Hartwig 1. SC Berlin       | 20,67 m      | Kathrin Neimke SC Magdeburg           | 20,30 m      | Christa Wiese SC Neubrandenburg  | 19,19 m      |
| Diskuswurf                        | Ilke Wyludda SV Halle            | 69,96 m      | Gabriele Reinsch ASK Vorwärts Potsdam | 69,34 m      | Martina Hellmann SC DHfK Leipzig | 67,66 m      |
| Speerwurf                         | Karen Forkel SV Halle            | 65,36 m      | Silke Renk SV Halle                   | 63,04 m      | Susanne Jung TSV Erfurt          | 57,98 m      |

## Ausgelagerte Wettbewerbe
Wie üblich wurden aus zeitlichen oder organisatorischen Gründen verschiedene Wettbewerbe nicht im Rahmen der in Dresden stattfindenden Hauptveranstaltung ausgetragen.
Terminkalender der ausgelagerten Wettbewerbe in chronologischer Reihenfolge:
- Crossläufe: Arendsee, 17. März mit Einzelwertungen für Frauen und Männer auf jeweils zwei Streckenlängen (Mittel-/Langstrecke)
- Straßenläufe: im Rahmen des 26. Sachsenhausen-Gedenklaufes in Schwerin, 22. April – Männer: 20 km/Frauen: 15 km
- Gehen: 2,5 km Rundkurs beim internationalen Straßengehen in Naumburg (Saale), 1. Mai – Männer: 20-km-Gehen und 50-km-Gehen/Frauen: 10-km-Gehen
- Mehrkämpfe: im Rahmen bei den ersten internationalen DDR-Mehrkampfmeisterschaften im Jahnstadion von Neubrandenburg, 26. bis 27. Mai – Männer: Zehnkampf/Frauen: Siebenkampf
- 10.000-Meter-Lauf: im Rahmen der EM-Qualifikation im Stadion Luftschiffhafen von Potsdam, 2. Juni
- 4-mal-100-Meter-Staffeln und 4-mal-400-Meter-Staffeln: im Rahmen der EM-Qualifikation im Stadion Luftschiffhafen von Potsdam, 2. Juni
- Marathonlauf: im Rahmen des 14. Leipziger KMU-Marathons, 16. Juni

### Männer
| Disziplin                      | Gold                                                                | Gold         | Silber                                                                  | Silber       | Bronze                                                                         | Bronze       |
| 10.000 m                       | Carsten Eich SC DHfK Leipzig                                        | 28:35,44 min | Jens Karraß SC Cottbus                                                  | 28:43,14 min | Steffen Dittmann ASK Vorwärts Potsdam                                          | 28:46,39 min |
| 20-km-Straßenlauf              | Michael Heilmann BSG Motor Teltow                                   | 1:00:13,1 h  | Jens Karraß SC Cottbus                                                  | 1:00:22,7 h  | Steffen Matthess ASK Vorwärts Potsdam                                          | 1:01:01,1 h  |
| Marathon                       | Dr. Klaus Goldammer TSC Berlin                                      | 2:25:05 h    | Jörg Peters BSG Stahl Thale                                             | 2:26:38 h    | Torsten Storch TSC Berlin                                                      | 2:28:21 h    |
| 4 × 100 m                      | SC Chemnitz Norbert Rau Rico Lieder Jens Carlowitz Thomas Schönlebe | 40,53 s      | 1. SC Berlin Sven Matthes Karsten Leuteritz Lars Olbrich Jens Klosinsky | 40,97 s      | Schweriner SC Frank Ehrenberg Torsten Heimrath Thomas Pagenkopf Gunnar Schmidt | 41,01 s      |
| 4 × 400 m                      | SC Chemnitz Norbert Rau Rico Lieder Jens Carlowitz Thomas Schönlebe | 3:07,38 min  | TSC Berlin Karsten Just Sven Folgmann John-Henry May Frank Wichmann     | 3:10,92 min  | 1. SC Berlin Thomas Reichel Karsten Leuteritz Steffen Reichel Jan Lenzke       | 3:11,39 min  |
| 20-km-Gehen                    | Torsten Hafemeister 1. SC Berlin                                    | 1:24:35 h    | Ralf Weise SC Turbine Erfurt                                            | 1:26:32 h    | Peter Balke TSC Berlin                                                         | 1:28:02 h    |
| 50-km-Gehen                    | Axel Noack TSC Berlin                                               | 4:13:42 h    | Alexander Preusche ASK Vorwärts Potsdam                                 | 4:26:59 h    | nicht vergeben, da nur zwei Athleten das Ziel erreichten                       |              |
| Zehnkampf                      | Torsten Voss Schweriner SC                                          | 8275 Punkte  | Christian Schenk SC Empor Rostock                                       | 8065 Punkte  | Thomas Fahner ASK Vorwärts Potsdam                                             | 7864 Punkte  |
| Crosslauf Mittelstrecke – 4 km | Thomas Margott SC Magdeburg                                         | 12:16 min    | Carsten Eich SC DHfK Leipzig                                            | 12:24 min    | Torsten Herwig SC Dynamo Berlin                                                | 12:31 min    |
| Crosslauf Langstrecke – 12 km  | Rainer Wachenbrunner SC Dynamo Berlin                               | 37:34 min    | Michael Heilmann BSG Motor Teltow                                       | 37:48 min    | Axel Krippschock SC Dynamo Berlin                                              | 38:12 min    |

### Frauen
| Disziplin                      | Gold                                                                                     | Gold         | Silber                                                                        | Silber       | Bronze                                                                 | Bronze       |
| 10.000 m                       | Kathrin Ullrich 1. SC Berlin                                                             | 32:25,00 min | Birgit Jerschabek Schweriner SC                                               | 32:38,94 min | Anke Schäning SC Empor Rostock                                         | 32:39,78 min |
| 15-km-Straßenlauf              | Birgit Jerschabek Schweriner SC                                                          | 50:47,2 min  | Kerstin Herzberg HSG Wissenschaft Greifswald                                  | 53:22,2 min  | Sabine Leist Schweriner SC                                             | 54:11,8 min  |
| Marathon                       | Andrea Fleischer SC Motor Jena                                                           | 2:41:59 h    | Kristina Garlipp SC Motor Jena                                                | 2:48:32 h    | Dr. Beate Kauke HSG KMU Leipzig                                        | 3:01:41 h    |
| 4 × 100 m                      | ASK Vorwärts Potsdam Frauke Damberg Jana Schönenberger Stephanie Borchert Patricia Bille | 45,26 s      | SC Motor Jena Anja Arnold Sabine Günther Anke Greiner Anja Rücker             | 45,91 s      | SC Turbine Erfurt Katrin Schreiter Antje Axmann Berit Junker Jana Otto | 46,26 s      |
| 4 × 400 m                      | SC Chemie Halle Uta Rohländer Astrid Retzke Petra Schersing Annett Hesselbarth           | 3:32,76 min  | SC Turbine Erfurt Antje Axmann Steffi Kallensee Berit Junker Katrin Schreiter | 3:38,95 min  | TSC Berlin Martina Steuk Barbara Diesing Kerstin Kähn Simone Weidner   | 3:45,32 min  |
| 10-km-Gehen                    | Beate Anders TSC Berlin                                                                  | 44:02 min    | Nicole Benz 1. SC Berlin                                                      | 47:05 min    | Simone Thust TSC Berlin                                                | 57:58 min    |
| Siebenkampf                    | Heike Tischler SC Neubrandenburg                                                         | 6430 Punkte  | Peggy Beer 1. SC Berlin                                                       | 6326 Punkte  | Birgit Gautzsch SC Karl-Marx-Stadt                                     | 6209 Punkte  |
| Crosslauf Mittelstrecke – 2 km | Hildegard Körner SC Turbine Erfurt                                                       | 6:52 min     | Steffi Kallensee SC Turbine Erfurt                                            | 6:53 min     | Birgit Barth SC Dynamo Berlin                                          | 6:57 min     |
| Crosslauf Langstrecke – 6 km   | Kathrin Ullrich SC Dynamo Berlin                                                         | 20:44 min    | Birgit Jerschabek SC Traktor Schwerin                                         | 21:28 min    | Anke Schäning SC Empor Rostock                                         | 21:28 min    |

## Medaillenspiegel

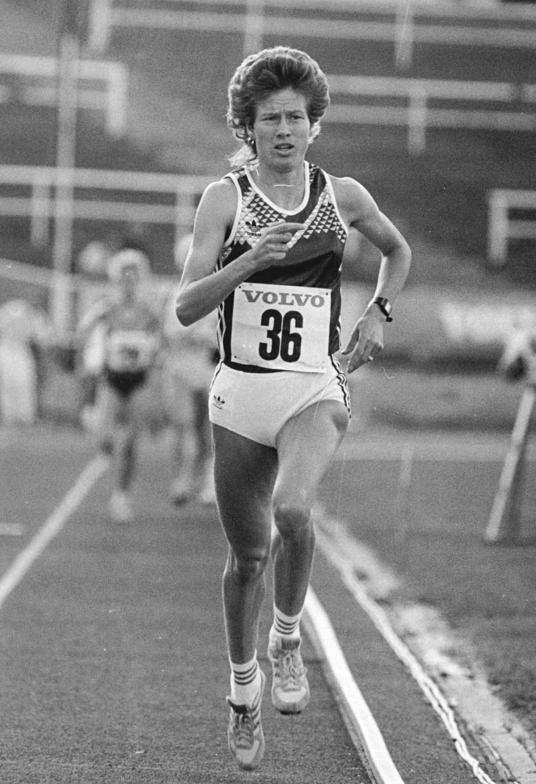
Langstreckenläuferin Kathrin Ullrich, die erfolgreichste Athletin dieser Meisterschaften mit Siegen über 3000 m, 10.000 m und der Langstrecke im Crosslauf.

Der Medaillenspiegel umfasst die Medaillengewinner und -gewinnerinnen aller Wettbewerbe.
| Platz | Verein                                              | Verein                                | Gold | Silber | Bronze | Gesamt |
| 01    | Logo vom 1. SC Berlin                               | 1. SC Berlin - (SC Dynamo Berlin)     | 7    | 6      | 5      | 180    |
| 02    | kein Logo vom Schweriner SC vorhanden               | Schweriner SC - (SC Traktor Schwerin) | 6    | 5      | 4      | 160    |
| 03    | Logo vom TSC Berlin                                 | TSC Berlin                            | 4    | 4      | 5      | 130    |
| 04    | kein Logo vom SC Chemnitz vorhanden                 | SC Chemnitz - (SC Karl-Marx-Stadt)    | 4    | 4      | 2      | 100    |
| 05    | Logo vom SV Halle                                   | SV Halle - (SC Chemie Halle)          | 4    | 3      | 3      | 100    |
| 06    | kein Logo vom SC DHfK Leipzig vorhanden             | SC DHfK Leipzig                       | 4    | 1      | 3      | 8      |
| 06    | Logo vom SC Neubrandenburg                          | SC Neubrandenburg                     | 4    | 1      | 3      | 8      |
| 08    | Logo vom TSV Erfurt                                 | TSV Erfurt - (SC Turbine Erfurt)      | 3    | 5      | 4      | 110    |
| 09    | Logo vom SC Motor Jena                              | SC Motor Jena                         | 3    | 4      | 2      | 9      |
| 10    | Logo vom Dresdner SC                                | Dresdner SC                           | 3    | 1      | 1      | 5      |
| 11    | Logo vom ASK Vorwärts Potsdam                       | ASK Vorwärts Potsdam                  | 2    | 3      | 7      | 120    |
| 12    | Logo vom SC Magdeburg                               | SC Magdeburg                          | 2    | 3      | –      | 5      |
| 13    | Logo vom SC Empor Rostock                           | SC Empor Rostock                      | 1    | 3      | 4      | 8      |
| 14    | Logo vom SC Cottbus                                 | SC Cottbus                            | 1    | 3      | 3      | 7      |
| 15    | Logo der BSG Motor Teltow                           | BSG Motor Teltow                      | 1    | 1      | –      | 2      |
| 16    | Logo der BSG Stahl Thale                            | BSG Stahl Thale                       | –    | 1      | –      | 1      |
| 16    | kein Logo der HSG Wissenschaft Greifswald vorhanden | HSG Wissenschaft Greifswald           | –    | 1      | –      | 1      |
| 18    | kein Logo der HSG KMU Leipzig vorhanden             | HSG KMU Leipzig                       | –    | –      | 1      | 1      |
|       | Total                                               | Total                                 | 49   | 49     | 48     | 146    |

## Randnotizen
Traditionell wurden im Rahmen der Meisterschaften erfolgreiche Athleten vergangener Jahre feierlich aus der Nationalmannschaft verabschiedet. Stellvertretend sei hier Gerd Wessig genannt.